# Sun Zhifeng
Sun Zhifeng (chinesisch 孙志峰; * 17. Juli 1991) ist eine ehemalige chinesische Snowboarderin. Sie startete in der Disziplin Halfpipe und nahm an drei Olympischen Winterspielen sowie vier Snowboard-Weltmeisterschaften teil.

## Werdegang
Sun nahm zu Beginn der Saison 2005/06 in Valle Nevado erstmals am Snowboard-Weltcup teil, wobei sie den achten Platz errang. Im weiteren Saisonverlauf kam sie bei ihrer ersten Teilnahme an Olympischen Winterspielen im Februar 2006 in Turin auf den 31. Platz und wurde im folgenden Jahr bei den Winter-Asienspielen in Changchun Vierte. In der Saison 2007/08 kam sie im Weltcup bei fünf Teilnahmen viermal unter den ersten Zehn und errang damit den 25. Platz im Gesamtweltcup sowie den fünften Platz im Halfpipe-Weltcup. Dabei holte sie in Gujō ihren ersten Weltcupsieg und wurde in Chiesa in Valmalenco Dritte. In der folgenden Saison kam sie bei den X-Trail Asian Open und beim Weltcup in Gujō jeweils auf den zweiten Platz. Zudem gewann sie bei der Winter-Universiade 2009 in Harbin die Silbermedaille und wurde bei den Snowboard-Weltmeisterschaften 2009 in Gangwon Siebte. Die Saison beendete sie auf dem 12. Platz im Halfpipe-Weltcup. Nach Platz drei bei den Burton New Zealand Open in Cardrona und Rang eins beim Europacup in Saas-Fee zu Beginn der Saison 2009/10, kam sie im Weltcup am Kreischberg sowie im Stoneham jeweils auf den zweiten Platz. Zudem holte sie in Calgary ihren zweiten und damit letzten Weltcupsieg und erreichte zum Saisonende den 16. Platz im Gesamtweltcup sowie den zweiten Rang im Halfpipe-Weltcup. Beim Saisonhöhepunkt, den Olympischen Winterspielen 2010 in Vancouver, wurde sie Siebte.
In der Saison 2010/11 errang Sun bei allen fünf Teilnahmen im Weltcup eine Top-Zehn-Platzierung. Dabei kam sie in Saas-Fee auf den zweiten Platz und erreichte zum Saisonende jeweils den dritten Platz im Freestyle und Halfpipe-Weltcup. Bei den Snowboard-Weltmeisterschaften 2011 in La Molina und bei der Winter-Universiade 2011 in Erzurum belegte sie jeweils den fünften Platz. In der Saison 2012/13 errang sie den 13. Platz im Halfpipe-Weltcup und bei den Snowboard-Weltmeisterschaften 2013 im Stoneham den achten Platz. In der folgenden Saison holte sie bei der Winter-Universiade 2013 in Monte Bondone die Silbermedaille und belegte bei den Olympischen Winterspielen 2014 in Sotschi den 15. Platz. Nach Rang neun in Copper Mountain zu Beginn der Saison 2014/15, wurde sie bei den Snowboard-Weltmeisterschaften 2015 am Kreischberg sowie beim Weltcup in Park City jeweils Zehnte und erreichte zum Saisonende den achten Platz im Halfpipe-Weltcup. Ihren 34. und damit letzten Weltcup absolvierte sie im August 2015 in Cardrona, welchen sie auf dem fünften Platz beendete.

## Teilnahmen an Weltmeisterschaften und Olympischen Winterspielen

### Olympische Spiele
- 2006 Turin: 31. Platz Halfpipe
- 2010 Vancouver: 7. Platz Halfpipe
- 2014 Sotschi: 15. Platz Halfpipe

### Weltmeisterschaften
- 2009 Gangwon: 7. Platz Halfpipe
- 2011 La Molina: 5. Platz Halfpipe
- 2013 Stoneham: 8. Platz Halfpipe
- 2015 Kreischberg: 10. Platz Halfpipe

## Weltcupsiege und Weltcup-Gesamtplatzierungen

### Weltcupsiege
| Nr. | Datum            | Ort     | Disziplin |
| --- | ---------------- | ------- | --------- |
| 1.  | 23. Februar 2008 | Gujō    | Halfpipe  |
| 2.  | 30. Januar 2010  | Calgary | Halfpipe  |

### Weltcup-Gesamtplatzierungen
| Saison  | Gesamt | Gesamt | Freestyle | Freestyle | Halfpipe | Halfpipe |
| Saison  | Punkte | Platz  | Punkte    | Platz     | Punkte   | Platz    |
| ------- | ------ | ------ | --------- | --------- | -------- | -------- |
| 2005/06 | 380    | 109    | -         | -         | 380      | 42.      |
| 2006/07 | 350    | 90.    | -         | -         | 350      | 38.      |
| 2007/08 | 2570   | 25.    | -         | -         | 2570     | 5.       |
| 2008/09 | 1460   | 41.    | -         | -         | 1460     | 12.      |
| 2009/10 | 2805   | 16.    | -         | -         | 2805     | 2.       |
| 2010/11 | -      | -      | 2300      | 3.        | 2300     | 3.       |
| 2012/13 | -      | -      | 986       | 17.       | 986      | 13.      |
| 2013/14 | -      | -      | 448       | 47.       | 448      | 24.      |
| 2014/15 | -      | -      | 550       | 25.       | 550      | 8.       |
| 2015/16 | -      | -      | 450       | 55.       | 450      | 21.      |